# Мого (Чад)
Мого (фр. Mogo) — небольшой город и супрефектура в Чаде, расположенный на территории региона Шари-Багирми. Входит в состав департамента Луг-Шари.

## Географическое положение
Город находится в юго-западной части Чада, на левом берегу реки Шари, на высоте 303 метров над уровнем моря.
Населённый пункт расположен на расстоянии приблизительно 250 километров к юго-востоку от столицы страны Нджамены.

## Население
По данным официальной переписи 2009 года численность населения Мого составляла 27 996 человек (13 893 мужчины и 14 103 женщины). Население супрефектуры по возрастному диапазону распределилось следующим образом: 51,4 % — жители младше 15 лет, 44,6 % — между 15 и 59 годами и 4 % — в возрасте 60 лет и старше.

## Транспорт
Ближайший аэропорт расположен в городе Бусо.